# John Parr
John Stephen Parr (Worksop, 1952. november 18. –) angol énekes, zenész és dalszerző. Leginkább 1985-ös "St. Elmo's Fire (Man in Motion)" című slágeréről ismert, amely az Egyesült Államokban a kislemezlista első helyét szerezte meg, az Egyesült Királyságban pedig 6. helyig jutott, valamint sikeres volt még "Naughty Naughty" című 1984-es rockdala is. Filmzenék betétdalainak szerzőjeként is ismert, többek között olyan produkciókhoz írt és adott elő dalokat, mint A menekülő ember vagy a Három pasi meg egy kicsi.

## Diszkográfia

### Stúdióalbumok
- John Parr (1984)
- Running the Endless Mile (1986)
- Man with a Vision (1992)
- Under Parr (1996)
- The Mission (2012)